# Barbarigo

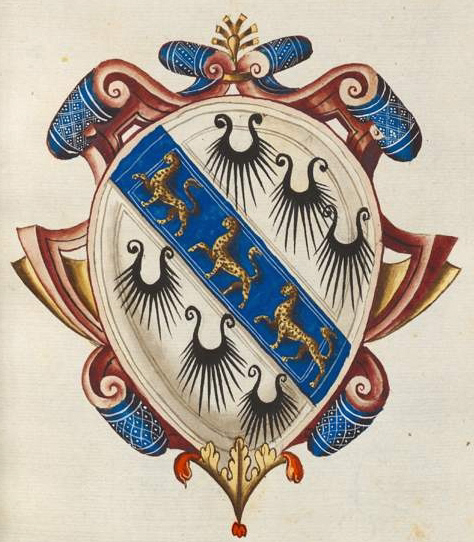
Wappen der Barbarigo

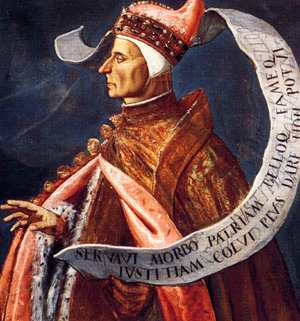
Domenico Tintoretto, Marco Barbarigo (1413–1486), Doge von Venedig

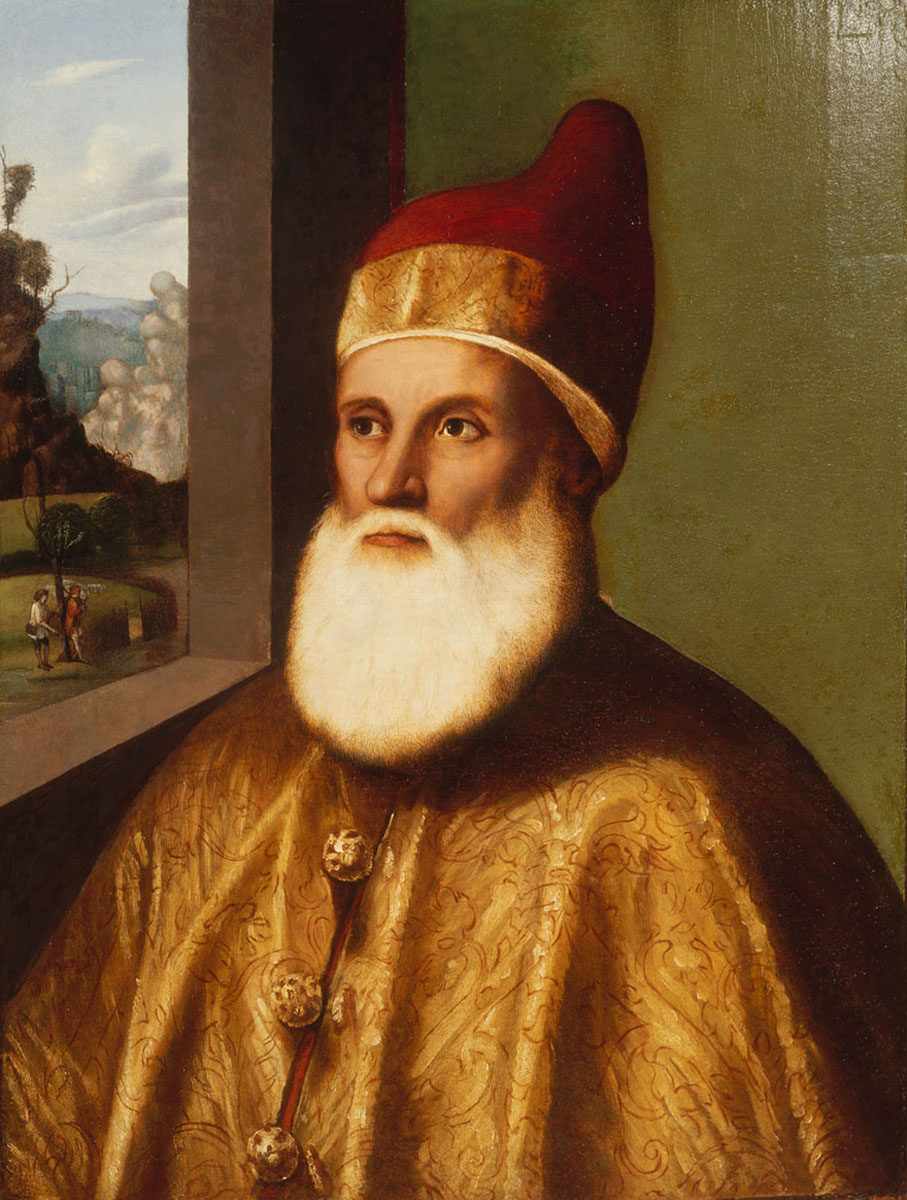
Marco Basaiti, Agostino Barbarigo (1420–1501), 74. Doge von Venedig, Bruder von Marco (Gemälde von Bellini)

Barbarigo (auch im Plural die Barbarigo) ist der Name einer venezianischen Patrizierfamilie, die vom 13. bis ins 19. Jahrhundert blühte und im 15. Jahrhundert zwei Mal den Dogen von Venedig stellte. Sie werden daher zu jenen 16 Geschlechtern gezählt, die als die herzoglichen Häuser (case nuove ducali) bezeichnet werden, obgleich sie diesen Rang natürlich nicht erblich, sondern nur in der jeweiligen Person des Wahlherzogs besaßen (siehe: Patriziat von Venedig).
Die Barbarigo gehörten zu den wohlhabendsten Familien der Republik Venedig. Sie hatten ausgedehnten Grundbesitz bei Verona und Treviso sowie auf Kreta. Neben den beiden Dogen Marco und Agostino Barbarigo stellte die Familie eine Reihe von Prokuratoren und Kardinälen. Die Familie erlosch in der Mitte des 19. Jahrhunderts.
Die Familie besaß eine Anzahl von Palästen in und um Venedig und hinterließ damit ein bedeutendes kulturhistorisches Erbe.
Sie ist nicht zu verwechseln mit der namensähnlichen venezianischen Familie Barbaro.

## Bekannte Namensträger
- Angelo Barbarigo (1350–1418), italienischer Geistlicher, Kardinal der römisch-katholischen Kirche
- Francesco Barbarigo verheiratet mit Cassandra Morosini
  - Marco Barbarigo (1413–1486), von 1485 bis 1486 der 73. Doge von Venedig
  - Agostino Barbarigo (1419–1501), von 1486 bis 1501 74. Doge von Venedig
- Agostino Barbarigo (Admiral) (1516–1571), venezianischer Provveditore und Generalkapitän
- Gregorio Barbarigo (1625–1697), katholischer Kardinal und Heiliger
- Giovanni Francesco Barbarigo (1658–1730), italienischer Kardinal
- Lucia Barbarigo, Ehefrau des späteren Dogen Giovanni Pesaro

## Palazzi
Der Palazzo Barbarigo della Terrazza aus dem 16. Jahrhundert befindet sich in San Polo und ist Sitz des Deutschen Studienzentrums in Venedig; der Palazzo Barbarigo alla Maddalena, gleichfalls aus dem 16. Jahrhundert, befindet sich in Cannaregio.

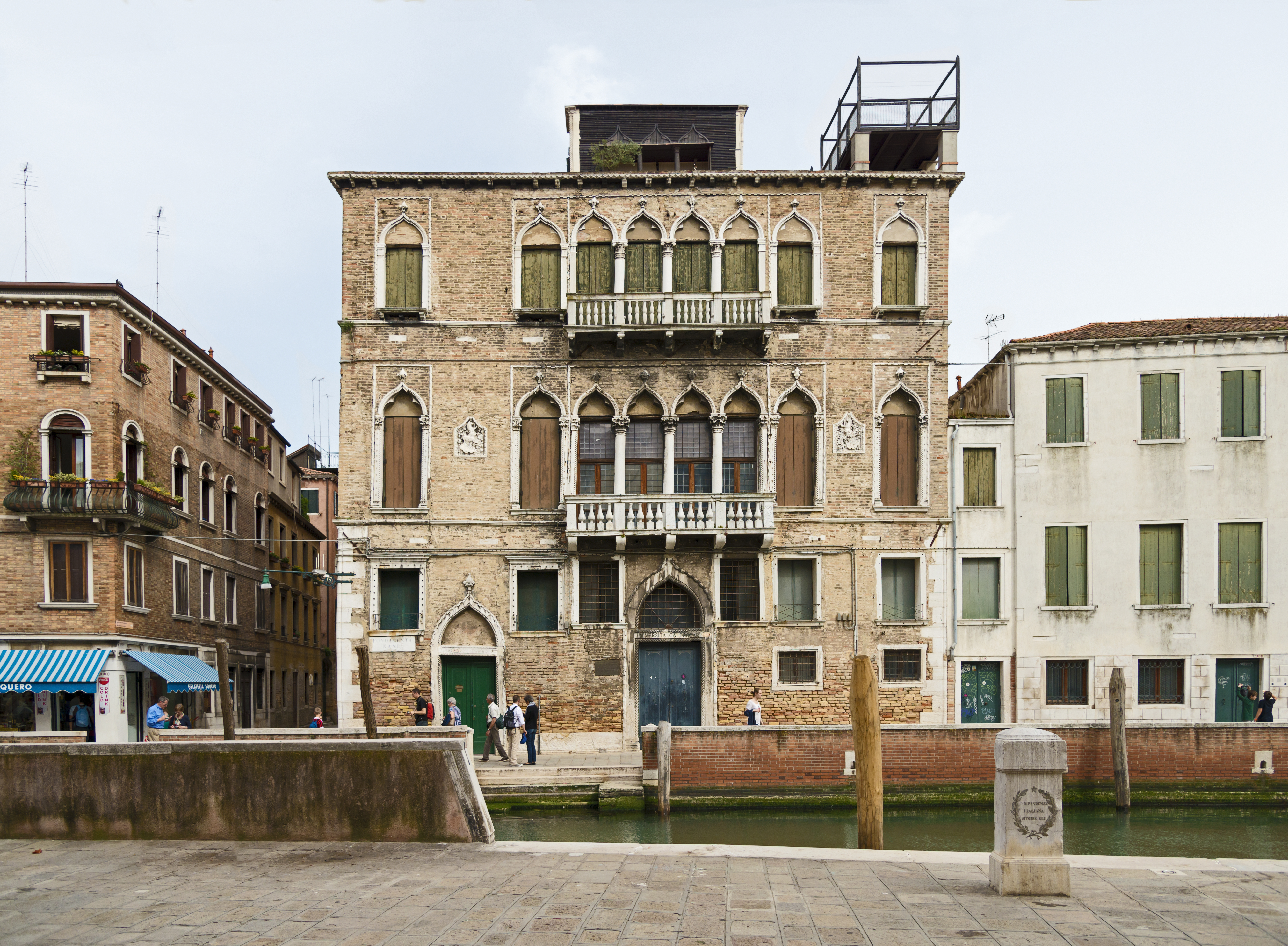
Palazzo Barbarigo Nani-Mocenigo
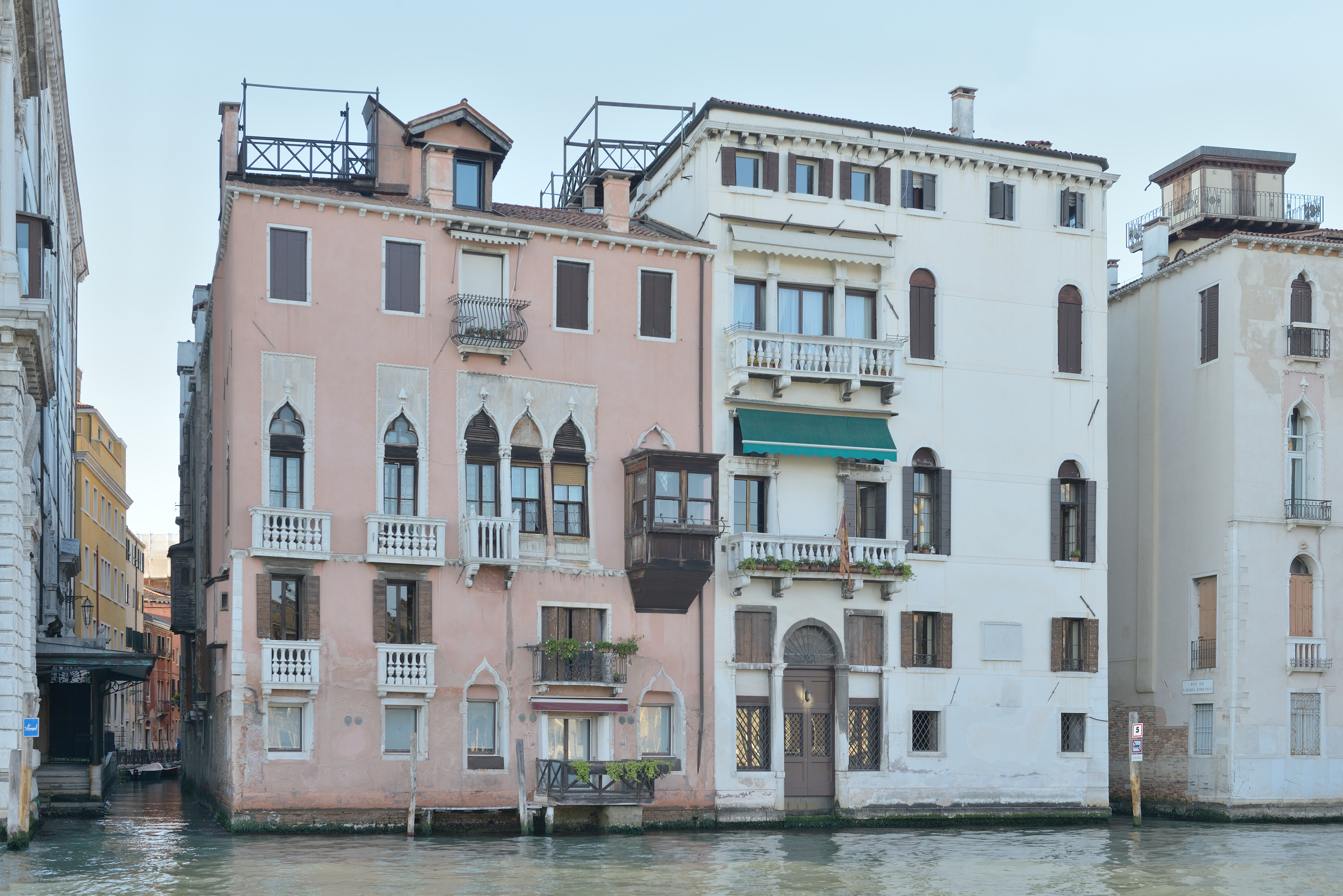
Palazzi Barbarigo-Minotto (links) und Barbarigo (rechts)
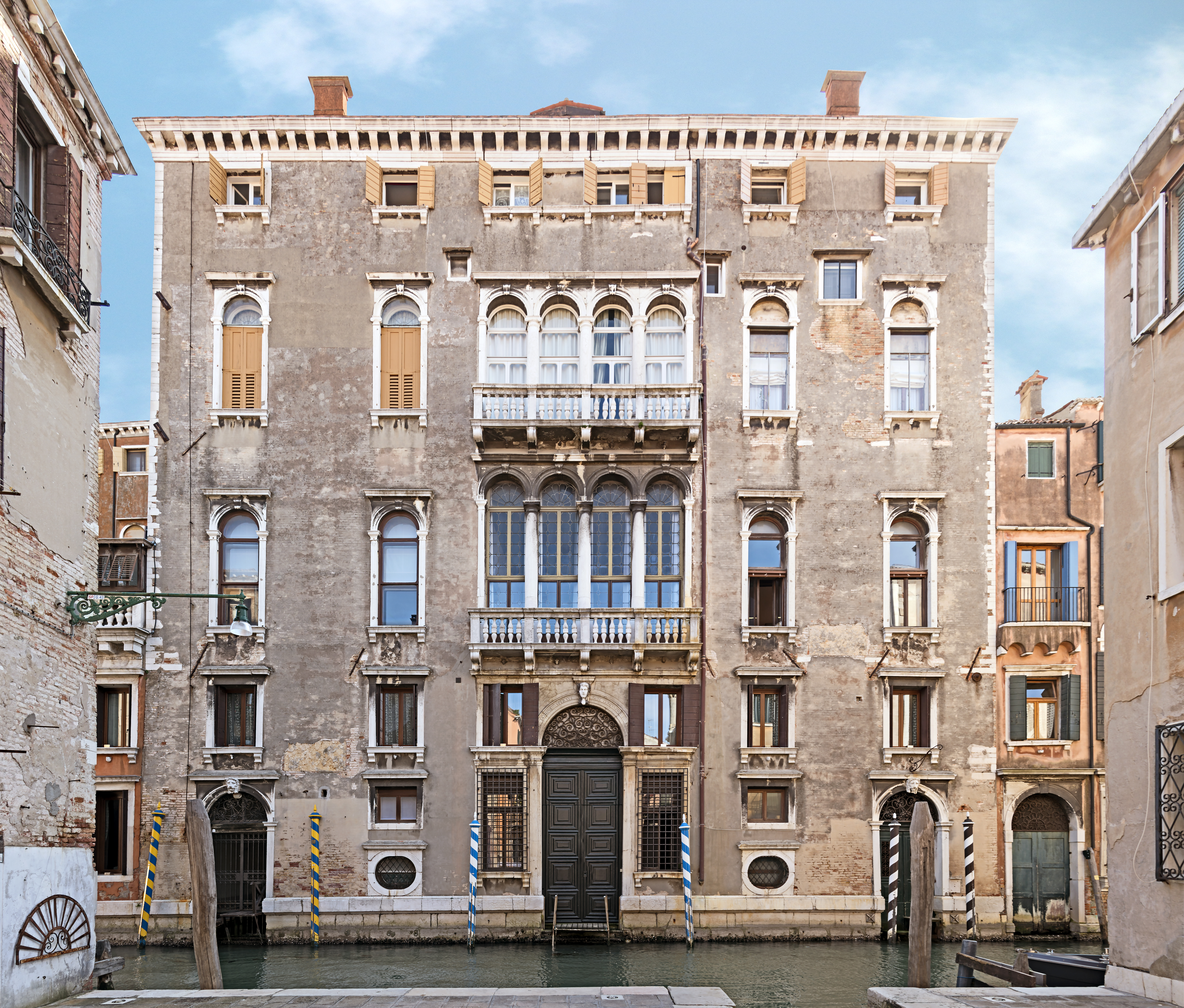
Palazzo Barbarigo della Terrazza
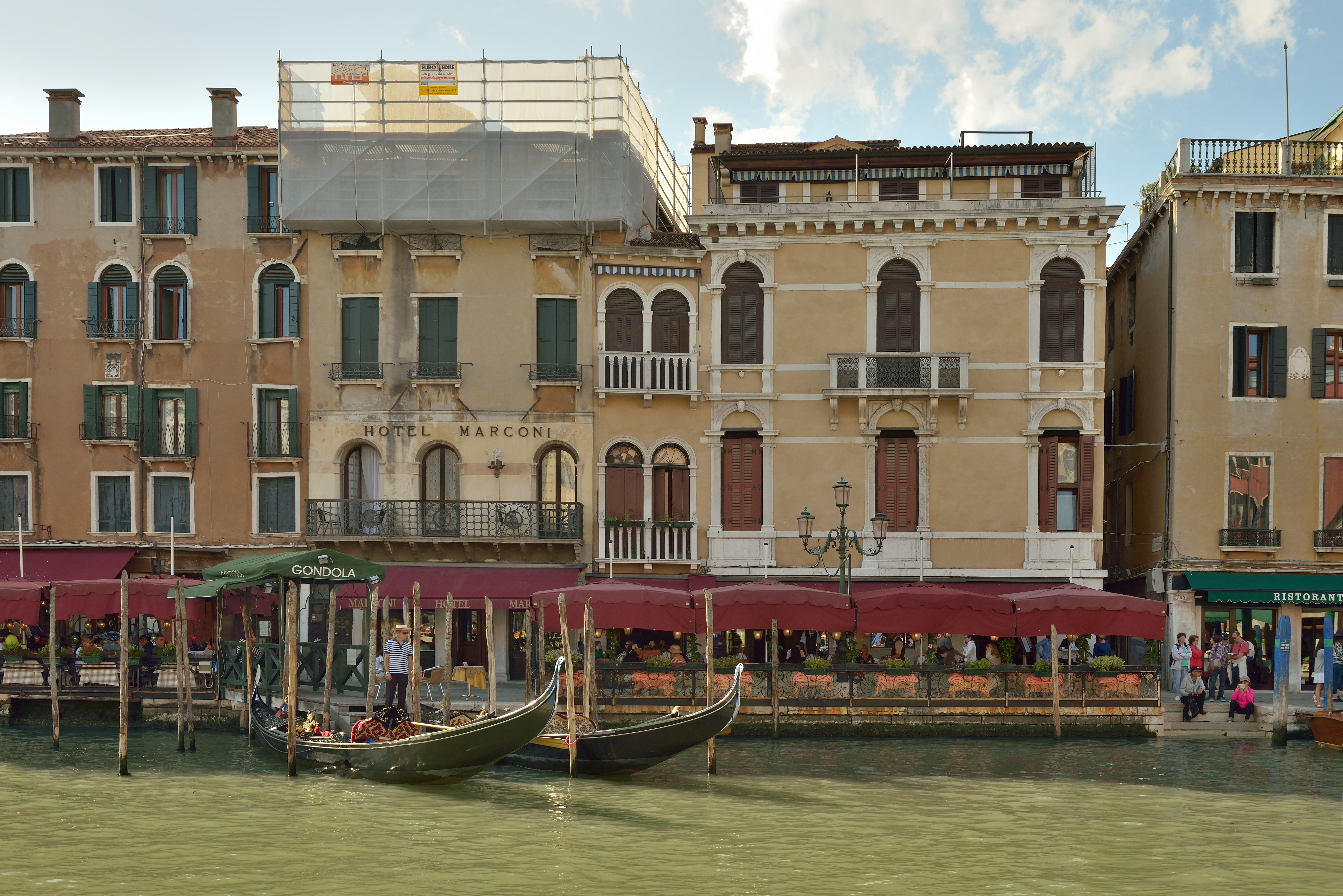
Palazzo Barbarigo, San Polo
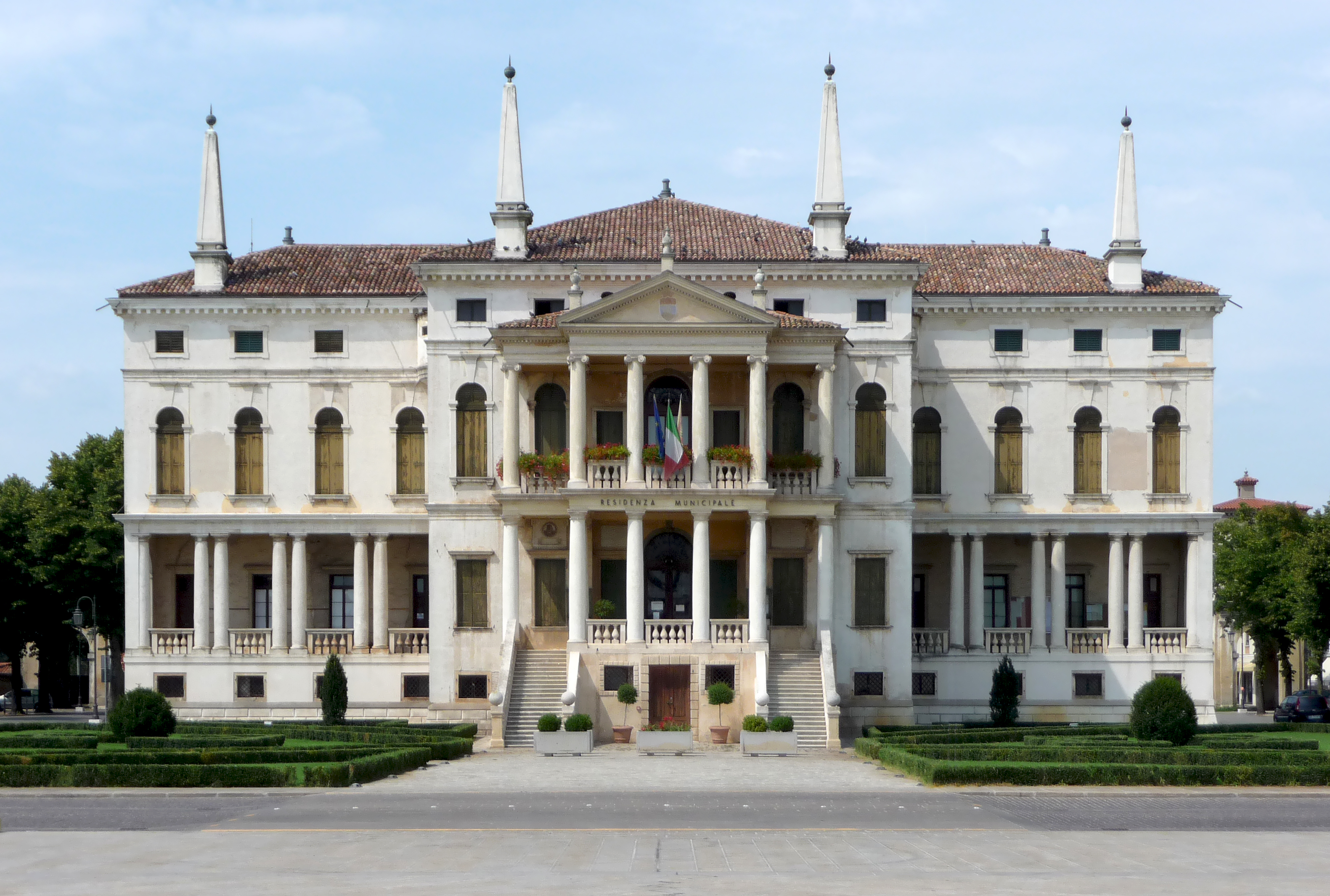
Villa Barbarigo (Noventa Vicentina)
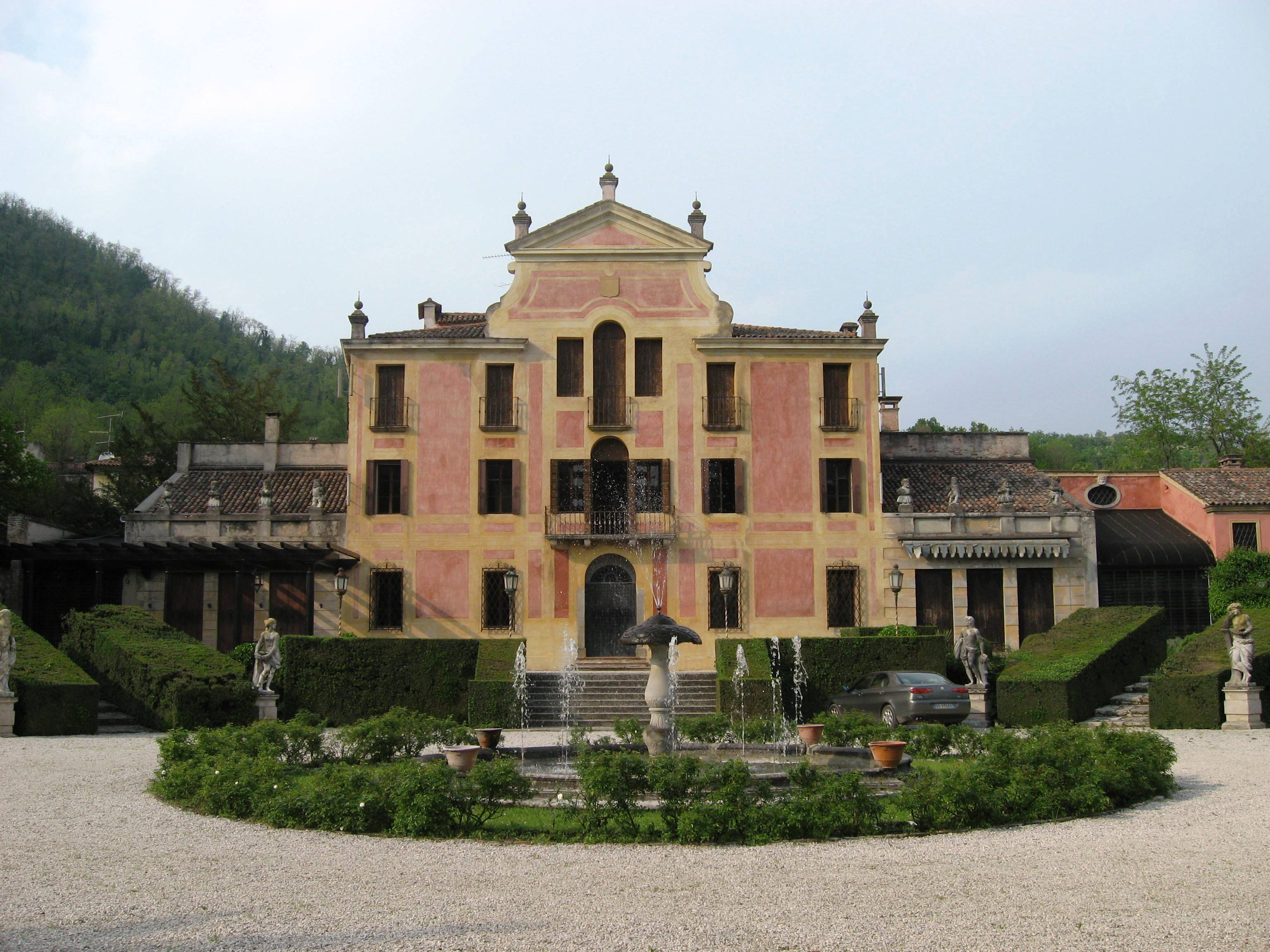
Villa Barbarigo Pizzoni Ardemani in Valsanzibio